# Cottage (Dominica)
Cottage ist ein Ort im Norden von Dominica. Die Gemeinde hatte im Jahr 2011 zusammen mit ihrer Nachbarsortschaft Cocoyer 279 Einwohner. Cottage liegt im Parish Saint John.

## Geographische Lage
Cottage liegt südwestlich von Clifton und Capuchin.